# Sulina
Sulina je grad na Delti Dunava u rumunjskoj županiji Tulcea.

## Zemljopis
Sulina se nalazi na najistočnijem dijelu Rumunjske na delti Dunava i Crnom moru u povijesnoj pokrajini Dobrudži. Na Dunavu se nalazi Sulina brana.

## Stanovništvo
Prema podacima iz 2004. godine u gradu živi 4.629 stanovnika. Prema popisu stanovništva iz 2002. godine etnički sastav je sljedeći Rumunji 86%, Lipovani 11%, Grci 1,3% i Ukrajinci 1,3%.
Prema materinjem jeziku većina stanovništva govori rumunjski 93%, dok ruski kao materinji govori 5,7% stanovništva.
Većina stanovništva su pravoslavci 94,3% ostalih ima 5,1%.

### Hrvati u Sulini
Prema nekim izvorima u ovome lučkome gradu živjela je mala zajednica Hrvata koji su se asimilirali.

## Galerija
| - Svjetionik u Sulini - Tipična kuća u Delti Dunava |

## Vanjske poveznice
- Službena stanica  Arhivirana inačica izvorne stranice od 3. ožujka 2016. (Wayback Machine)